# きょうと京北ふるさと公社
公益財団法人きょうと京北ふるさと公社（こうえきざいだんほうじんきょうとけいほくふるさとこうしゃ）とは、京都府京都市右京区京北上弓削町段上ノ下にあり、京都府京都市の京北地域でバス事業や公園管理、人材派遣業などを営む公益法人である。
本項では、同法人が運行する京都市のコミュニティバス「京北ふるさとバス」（旧京北町営バス）についても併せて記述する。

## 法人沿革
- 2001年12月25日：設立

## バス事業

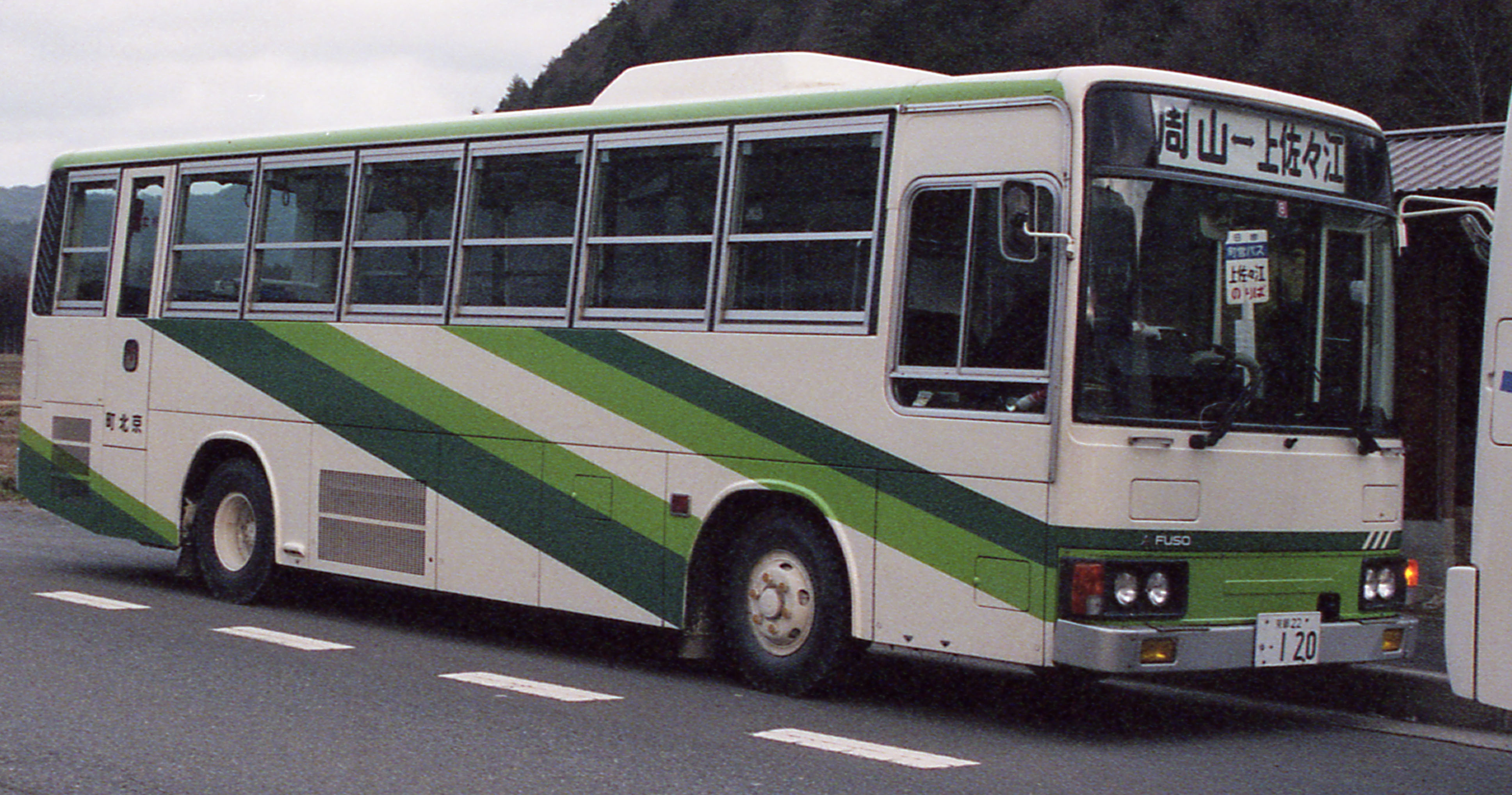
京北町営バス当時の車両（1996年）

京北町が京都市へ編入合併されたことにより、旧京北町営バスの運行を、きょうと京北ふるさと公社が引き継いだものである。この際に「京北ふるさとバス」へ改称された。運行形態は、自家用自動車（白ナンバー車）による有償運送（いわゆる80条バス）である。
京都市の予算から運行補助のために約5,000万円が支出されている。

### 運行内容
- 年末年始（12月29日 - 1月3日）は運休。
- 京都市の交付する「敬老乗車証」[3] および身体障害者等に交付される福祉乗車証[4] が利用できる。
- スルッとKANSAIには加盟していないため、スルッとKANSAI対応カードやPiTaPaは利用できない。2012年から京都市域バス共通回数券が利用可能となった[5]。

### 路線沿革
京北町営バス当時も含めた京北ふるさとバスに関する沿革は、以下の通りである。
- 1990年10月1日：【京北町】西日本JRバス長野線、矢代線（周山 - 矢代）、灰屋線（上黒田 - 灰屋）廃止による代替として、京北町営バス運行開始。[6]
  - 運行開始当時の路線は、細野線（周山 - 細野 - 下長野）、矢代線（周山 - 漆谷）、灰屋線（上黒田 - 灰屋）の3路線。
- 1993年10月1日：【京北町】細野線を細野 - 余野公民館前間、矢代線を矢代中 - 浅江間いずれも自主運行にて延長。[6]
- 1994年10月1日：【京北町】京都交通田貫線、宇津線の路線廃止による代替として田貫線（周山 - 上佐々江）、宇津線（周山 - 下浮井 - 周山）運行開始。[6]
- 1995年4月1日：【京北町】西日本JRバス山国線の廃止代替として山国・黒田線（周山 - 小塩・灰屋、灰屋線を統合）運行開始。矢代線スクールバスを一般混乗可に。[6]
- 2005年4月1日：京北町の京都市への編入に伴い、旧町営バスの運行をきょうと京北ふるさと公社へ移管[1]。

### 路線
2010年4月17日改正時点で、以下の路線がある。（）内は一部便のみ経由。
　
田貫線
- 周山 - 出口橋 - 清田 - 下中 - 京北病院前 - 鳥谷住宅前（ - 上佐々江）
  - 上佐々江にて南丹市営バスの路線と接続している。

弓削線
- 周山 - 出口橋 - 清田 - 下中（ - 京北病院前） - 上中 - 上弓削 - 千谷口

矢代線
- 周山 - 出口橋 - 熊田 - 矢代中（ - 漆谷） - 浅江

宇津線
- 周山 - 出口橋 - 熊田 - 上明石 - 平石橋（ - 鬱桜寺 - 下浮井 - 鬱桜寺 - 宇津峡公園 - 平石橋） - 宇津ふれあい会館前 - 柏原（ - 周山）

細野線
- 周山 - 細野（ - 余野公民館前 - 細野） - 下長野

山国・黒田線
- 周山 - 山国 - 山国御陵前 - 井戸 - 上黒田 - 灰屋
- 周山 - 山国 - 山国御陵前 - 井戸 - 小塩